# Larissa Yasmin Behrendtová
Larissa Yasmin Behrendtová, nepřechýleně Behrendt (Larissa Yasmin Behrendt, * 1. dubna 1969, Cooma) je australská právnička a spisovatelka. V současné době je profesorkou na University of Technology v Sydney. Je vedoucí výzkumu zaměřující se na zkoumání Jumbunna domorodé kultury.

## Život a vzdělání
Larissa Yasmin Behrendtová vyrůstala v Sutherland Shire na jihu Sydney. Její matka pracovala jako účetní a otec byl řídícím letového provozu a později se zaměřil na studium domorodé kultury. V roce 1988 byl jmenován ředitelem výzkumu domorodé kultury na New South Wales University v Sydney. V témže roce zde začala Behrendtová studovat. Zde v roce 1992 získala bakalářský titul z práv. Ve stejném roce byla přijata u Nejvyššího soudu Nového Jižního Walesu do praxe jako advokát. Na stipendium vycestovala do Spojených států, kde v roce 1994 získala na Harvardově univerzitě magisterský titul z práv, a v roce 1998 doktorát z právní vědy. Behrendtová se tak stala prvním domorodým Australanem, který získal titul z práv na Harvardově univerzitě.

## Kariéra
Po absolvování Harvardovy univerzity Behrendtová pracovala po dobu jednoho roku v Kanadě s organizací First Nations. V roce 1999 pracovala s Assembly First Nations na rozvoji politiky rovnosti žen a mužů. Stejný rok vypracovala studii, ve které se zaměřila na srovnání vývoje zákonů o domorodém obyvatelstvu v Austrálii, Kanadě a na Novém Zélandu.
Od roku 1998 je Behrendtová členkou Australian Institute of Aboriginal and Torres Strait Islander Studies. Od roku 2000 může podle Nejvyššího australského soudu vést vlastní praxi jako advokát. Behrendtová je svým politickým smýšlením republikánka, vymezující se proti monarchii v Austrálii.

## Tvorba
Behrendtová se rozsáhle věnuje právním a domorodým záležitostem, převážně otázce sociální spravedlnosti. Mezi její odborné publikace se řádí Aboriginal Dispute Resolution (1995) a Achieving Social Justice (2003). V roce 2005 se stala spoluautorkou knihy Treaty.
Behrendtová také napsala dvě beletristická díla, včetně románu Home, který získal v roce 2002 ocenění Queensland Premier's Literary Awards, David Unaipon Award a také v roce 2005 Commonwealth Writers Prize za nejlepší debutní román v regionu jihovýchodní Asie a jižního Tichomoří. Její druhý román Legacy získal v roce 2010 Victorian Premier's Literary Award v kategorii domorodá tvorba.
V roce 2012 Behrendtová publikovala knihu Indigenous Australia For Dummies.

## Práce v oblasti umění
Behrendtová hraje aktivní roli v oblasti podpory uměleckých organizací a iniciativ. V roce 2007 se stala předsedkyní National Indigenous Television, jednalo se o první vysílání televizní sítě v Austrálii věnované domorodcům.
V roce 2008 byla Larissa Yasmin Behrendtová jmenována do správní rady Dance Theatre Bangarra a od roku 2010 stojí v jejím čele. Taktéž byla v roce 2012 jmenována do představenstva Museums and Galleries NSW.

## Práce v oblasti školství
Behrendtová zaměřuje svou činnost i na problémy spojené se vzděláváním domorodých obyvatel, včetně gramotnosti. V dubnu 2011 byla Behrendtová jmenována vládou předsedkyní Review of Higher Education Access and Outcomes for Aboriginal and Torres Strait Islander People. Tato instituce má za úkol výtvářet plán pro vysokoškolské vzdělávání domorodého lidu.

## Ocenění
- 2002 Queensland Premier's Literary Awards, the David Unaipon Award za román Home
- 2004 ocenění Deadly Award za literaturu
- 2005 Commonwealth Writers Prize za nejlepší debutní román v regionu jihovýchodní Asie a jižního Tichomoří za román Home
- 2009 jmenována National NAIDOC Osobností roku
- 2010 Victorian Premier's Literary Award v kategorii domorodá tvorba za román Legacy
- 2011 jmenována NSW Australanem roku

### Romány
- Home (2004)
- Legacy (2009)

### Dětská fikce
- Crossroads (2011)

### Non-fiction
- Indigenous Australia for Dummies (2012)
- Finding Eliza (2016)